# 伊藤英昌
伊藤 英昌（いとう ひでまさ、1943年5月5日 - ）は、日本の造園系建設官僚。

## 来歴
千葉県出身。1967年に東京大学農学部農業生物学科を卒業し、同年建設省に入省した。
1985年当時は都市局都市計画課建設専門官を務めていた。1996年時点では都市局公園緑地課長であった。その後、建設大臣官房審議官や、都市基盤整備公団理事となる。
2001年に、第23回日本公園緑地協会北村賞を受賞した。
退官後は、日本公園緑地協会会長（2015年時点）、2016年から2018年まで、日本造園修景協会会長（8代目）、日本造園学会副会長・理事といった役職を歴任した。
2015年、瑞宝中綬章を授章した。
著書に『公共緑地の芝生: アメニティターフをめざして』（ソフトサイエンス社, 1994、共著）がある。